# Prescott (Arkansas)
Prescott település az Amerikai Egyesült Államok Arkansas államában, Nevada megyében, melynek megyeszékhelye is. Lakosainak száma 3101 fő (2020. április 1.).

## Népesség
A település népességének változása:

| 2010 | 3 296 |
| 2020 | 3 101 |